# 黄興墓
黄興墓（こうこうぼ）は、中国清末民初の革命家黄興の墓。湖南省長沙市岳麓区岳麓山に位置する。敷地面積は1913.6m2。

## 歴史
1916年10月31日、黄興は病気で上海で亡くなりました。1917年4月15日、黄興は湖南省長沙市岳麓山に埋葬されました。墓誌銘は章太炎の手書きによる。
1956年、湖南省人民政府は黄興墓を湖南省重点文物保護単位に認定した。1988年、中華人民共和国国務院は黄興墓を全国重点文物保護単位に認定した。

## 建築
墓欄、墓冢、墓塔、拜台、祭坪、香炉、香案。

## 文化
墓志銘：
| 「 | 南紀維衡、上摩玄蒼。厥生巨霊、恢禹之疆。発跡自楚、命疇大荒。行師龍変、闔開不常。広宣漢威、莫我抗行。十葉之虜、若炊而僵。国難未艾、神奸獝狂。元功中圮、何天之盲。中興虩虩、寵賂猶章。頩怒噴血、瘼此献萌。死為鬼雄、以承炎黄。 | 」 |

## ギャラリー
- 黄興墓
- 黄興墓
- 碑刻
- 黄興廬墓